# Encuadernación

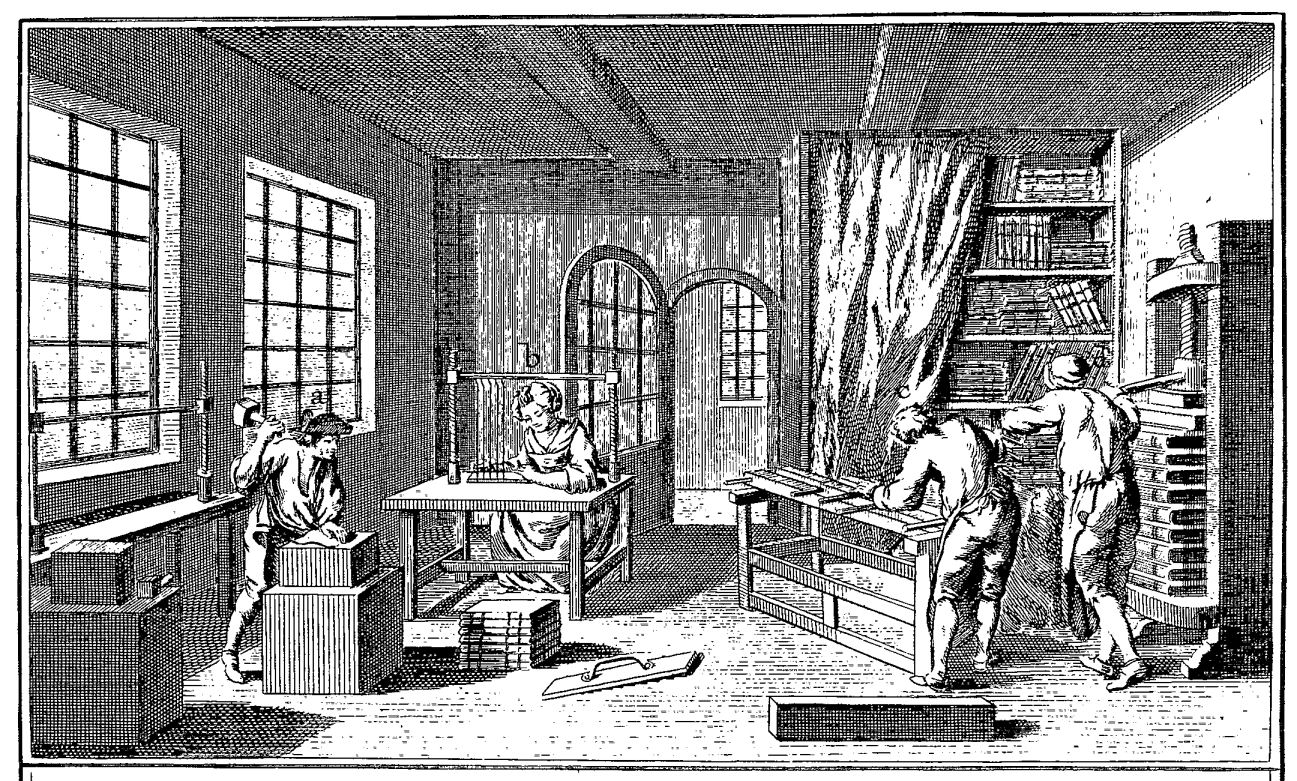
Taller francés de encuadernación del

La palabra encuadernación proviene del latín quaternos con el prefijo quaterni ‘cuatro’. Cuadernillo es cada pliego que se dobla en forma de cruz o en cuatro, para ser incluido en un libro. Por lo tanto, la encuadernación es la unión de cuadernillos por uno de sus costados y unas tapas a modo de cubiertas.

## Generalidades
Los tipos de encuadernación tienen por objeto facilitar tres funciones: conservación, fácil manejo y presentación artística y comercial.
Antes del siglo XIX, la encuadernación se hacía artesanalmente y era relativamente costosa, aunque muchos propietarios mandaban hacer a mano encuadernaciones refinadas o utilitarias. Con la industrialización, los procesos se abarataron mucho y se desarrollaron nuevas técnicas para vender libros y publicaciones a un coste más bajo, con lo que se desarrollaron para encuadernar técnicas más sencillas, más rápidas y menos costosas. La idea era llegar a un mayor número de consumidores abaratando el producto.
En la comercialización de libros se distingue entre las encuadernaciones "en tapa" y "en rústica". La encuadernación en tapa también se llama encuadernación cartoné o en tapa dura, mientras que a la encuadernación rústica, más económica y menos duradera, se denomina de tapa blanda. Ambos sistemas pueden consistir en distintos métodos en función de los materiales y la técnica empleados: encolados, cosidos o grapados, o una combinación de algunos de estos sistemas. La encuadernación en rústica, en inglés conocida como paperback o softcover, es un tipo de encuadernación en la que el libro, cosido o pegado con cola, está forrado simplemente con una cubierta de papel o de cartón, generalmente fuerte pero a menudo flexible, y encolada al lomo. Si los pliegos forman cuadernillos y luego se cosen, se denomina encuadernación rústica cosida. Si no hay cuadernillos, sino que las hojas van sueltas y se unen a las cubiertas directamente encoladas por su canto, se denomina rústica fresada.
El coste es menor en rústica fresada que en cosida. Si en vez de pegarse, tanto las hojas interiores como las tapas van simplemente grapadas, el coste es menor todavía. La encuadernación grapada es de varios tipos: la más sencilla consiste en una única grapa que fija las hojas del cuaderno y las tapas. Por esta misma razón, el papel en este tipo de libros suele ser de baja calidad, de pulpa de madera (pulp).
- El cosido o fijación puede ser realizado con materiales, como grapas o alambres, por lo cual recibe distintas denominaciones. Las ediciones de bolsillo usan casi sistemáticamente la encuadernación rústica. La calidad de las páginas interiores del libro (calidad del papel, cosido, impresión de las hojas, entintado, etc.) es independiente del tipo de cubierta elegida. Muchas veces la publicación solo se diferencia por las tapas en cartoné o rústica, siendo una misma edición de la cual una vez acabada la parte interior, se completa su cubierta, destinando una parte de la tirada a encuadernar en tapa y otra parte a rústica.
- La encuadernación grapada es de varios tipos: la más sencilla consiste en una única grapa que fija a la vez las hojas del cuaderno y las tapas. Pero hay versiones más elaboradas. No se usan grapadoras de oficina, sino máquinas industriales que sustituyen el cosido con hilo por cosido con hilo metálico o alambres de diversos tipos. El grapado y otras variantes como el anillado o la espiral se usa en revistas, periódicos, panfletos, folletos, carpetas, cuadernos, blocs, talonarios, libretas y fotocopias. A su vez, con las publicaciones se puede hacer un retapado. Esto consiste en unir varias publicaciones (como cuadernos o revistas) mediante una encuadernación por encolado y una nueva cubierta exterior. El TPB, Trade Paperback, se refiere específicamente a una colección de historias originalmente publicadas en cómics reimpresas en formato tomo.

En los últimos años del siglo XIX comenzaron a aparecer editoriales que empleaban la técnica de la encuadernación en rústica y la publicación editorial masiva para comercializar ejemplares literarios de forma barata y, por tanto, accesible a personas con menor capacidad económica. La encuadernación en rústica existe desde mediados del siglo XIX, pero se popularizó alrededor de 1930. Generalmente, los libros encuadernados de este modo son los de ediciones baratas, ya que una encuadernación así es mucho más económica que una encuadernación cartoné de cubiertas rígidas.
Las primeras publicaciones pulp  de pulpa de papel eran baratas y de consumo popular y se especializaban en narraciones e historietas de diferentes géneros de la literatura de ficción. El consumo de estos productos aumentó debido a la disminución de la tasa de analfabetismo. Este tipo de publicaciones eran además más propicias para el intercambio y el préstamo (por una pequeña cantidad de calderilla) en kioscos, por su escaso valor económico, su abundancia y su escasa durabilidad física. Las ediciones de bolsillo usan casi sistemáticamente la encuadernación en rústica. Las historietas cómicas o pasquines (comic books) son también un buen ejemplo de este tipo de encuadernación.

## Técnicas
El proceso de encuadernación se divide en tres pasos principales: unión de hojas, enlomado y montaje de tapas.
La unión de hojas puede hacerse mediante cosido o encolado. El cosido ofrece más garantías, sobre todo si el libro es grueso, y consiste en unir las hojas con un hilo consistente, habitualmente de nailon, cáñamo o lino, utilizando un telar pequeño específico. La costura puede ser de varios tipos, por ejemplo de diente de perro (en zigzag, para agarrar los nervios del lomo, usado sobre todo para legajos notariales y documentales). El encolado une las hojas cada una con una leve pincelada de cola en el lado pertinente; las hojas luego (pero inmediatamente, para que no se sequen) se aprietan con el instrumento denominado burro.
El propósito del enlomado es fortalecer la unión de las hojas; es un proceso necesario para que no se deshaga ni descomponga el libro, para lo que necesitaremos cabezadas (gasa o tejido claro que va unido en la parte superior a un cordoncillo de hilo de diversos colores), percalina o tarlatana (trozo de tela que se pega entre las cabezadas, para favorecer así la unión a las tapas) y un papel algo recio para hacer el forro.
El montaje de tapas es la unión de las cubiertas del libro con el lomo, variando sustancialmente en función de los materiales utilizados (tela, pergamino, cuero o piel…) Cuando se trata de una encuadernación en tela (terciopelo de cualquier color, seda...), la base es una tapa de cartón o madera que se forra con la tela designada; esta debe tener una capa de apresto o un papel en el lado posterior por evitar manchas de cola. Por la parte de fuera se le puede añadir papel o cualquier materia que sirva para darle gordo, cuerpo y redondeado a la tapa. El lomo se hace con una cartulina flexible que permita abrir el libro y cogerlo cómodamente. Cuando la tapa esté seca la cartulina del lomo se redondeará con una lomera. Las tapas se unen al cuerpo del libro mediante las hojas de guarda, de tamaño doble al de las páginas del libro, que se pegan con cola al principio y al final. Antiguamente las tapas podían tener cada una un cordón para hacer un nudo y resguardar las hojas; a veces incluso, una modesta cerradura o cerrojo. Las encuadernaciones en pergamino o rústicas de época eran consideradas menos lujosas que las de tela noble, y eran más baratas, pero también más resistentes al tiempo y los xilófagos. se cosían con hilo de cáñamo, al igual que la cabezada, cosida directamente a los pliegos de forma tal que unían cuerpo del libro y tapas, que podían llevar un cartón, una fina tabla, o pergaminos o papelotes doblados en su interior. La encuadernación en piel o tapa montada daba mayor solidez al libro (si la piel es fuerte y gruesa y no es chiflada o un sucedáneo, en las encuadernaciones a media piel o con puntas). Contiene hojas de respeto, pliegos en blanco que se colocan al principio y al final para anotaciones o proteger el libro.

## Edad Antigua
No empiezan a utilizarse hasta la época romana con la invención de los códices, pero ya en los volúmenes egipcios y grecorromanos se adoptó cierta encuadernación de forma rudimentaria que consistía en un envoltorio de piel sobre el rollo de papiro o de pergamino y que iba ligado al mismo con tiras o correas. Para guardar los volúmenes con su envoltorio o sin él, se colocaban verticalmente en cajas cilíndricas de madera o metal conocidas con el nombre de scrinium, las cuales podían contener cierto número de volúmenes juntos. A veces, para libros o volúmenes preciosos, se hacían estuches y cajas de metal precioso y se adornaban con pedrería, en cuyo arte destacó la España visigoda.
Rudimentos de encuadernación pueden descubrirse también en los pugilares que usaban los romanos, cuadernillos que se unían con anillas y cordones y más aún cuando tenían la forma de múltiples dípticos a modo de tapas con charnela. Pero la verdadera encuadernación no pudo tener lugar hasta que se inventaron los códices de pergamino. Al principio, debió ser muy sencilla y poco artística formando las cubiertas del códice otra piel más gruesa sobre tablitas de madera. Pero ya desde el siglo xv empieza el lujo en la encuadernación, con labores de orfebrería y escultura en las tapas, dando ejemplo y sirviendo de modelo desde el tiempo de Constantino la fastuosa Bizancio.

## Edad Media

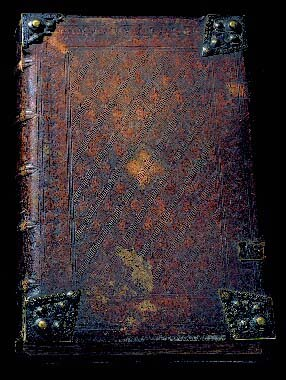
Encuadernación en piel repujada con guarniciones, siglo xiii

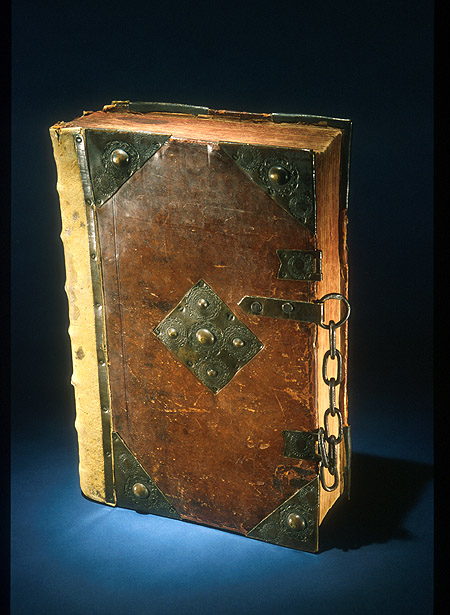
Encuadernación con guarniciones metálicas, siglo xvi

Tres clases de encuadernaciones se distinguen a partir de dicha época y por toda la Edad Media:
Sencillas o de pura utilidadEs el libro manual y corriente, sobre todo, en los monasterios, que se encuadernaba con dos sencillas tablas cubiertas de piel o de pergamino sin labores artísticas y se ataba con alguna correa o se cerraba con manezuelas metálicas o bien se cubrían los cortes con una prolongación de la piel a modo de cartera. En las universidades, los libros mayores solían guarnecerse con punteras de bronce o hierro y se ataban con una cadena a un poste dentro de un pupitre a fin de evitar extravíos. Por ello, recibían el nombre de libros de cadena o encadenados. Los códices se guardaban en armarios y cajas no en posición vertical o de canto, sino tumbados, recibiendo por ello el nombre de tumbos cuando eran registros de alguna magnitud, custodiados en los archivos y por la clase de piel que los recubría se llamaban becerros.
ElegantesSe formaban con tablas que se recubrían de terciopelo sobre el que se añadía alguna guarnición de plata o bien se forraban con guadameciles tachonados con clavos de adorno. Esta forma debió de empezar a usarse en Constantinopla hacia el siglo v, pues en mosaicos de la época se representan ministros o servidores del Emperador llevando grandes libros encuadernados de forma parecida. Pero no se decoraban por entonces las pieles con gofrados repujados que no parecen ser conocidos antes del siglo xiii. En los siglos xiv y xv hasta principios del xvi se llevó mucho la encuadernación con estas últimas labores, sobre todo en España ya comenzados por lo menos en el siglo xiii, siendo de estilo mudéjar los gofrados conocidos.
De gran lujoEn éstas se empleaban los marfiles labrados, las placas de oro y plata con relieves y esmaltes y las piedras finas. Se destinaban casi exclusivamente a libros litúrgicos y Evangelios. En su ornamentación se refleja siempre el estilo de las épocas y regiones que las produjeron.

### Encuadernación de libros religiosos

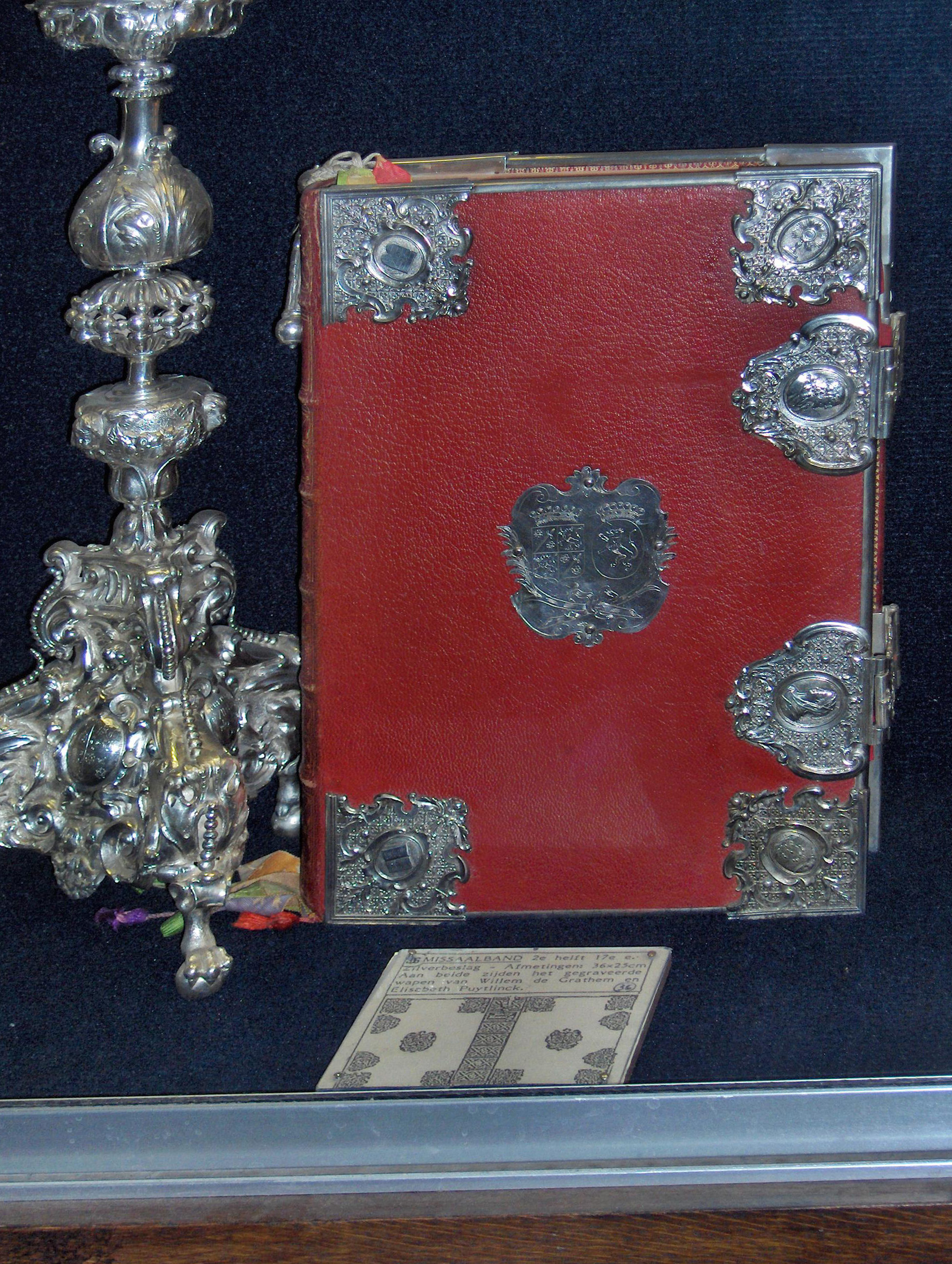
Misal de finales del siglo xvii

Las encuadernaciones de los libros sagrados, que empezaron a hacerse lujosas desde la Paz Constantiniana, no tanto servían para la guarda y conservación de los mismos cuanto de precioso ornato. Sirvieron a este propósito láminas de marfil con relieves y planchas de oro y plata con engastes de piedras preciosas y con finas labores de repujado y filigrana. En dichas encuadernaciones pueden distinguirse cinco épocas: 
BizantinaDesde el siglo IV al siglo VII en que las tapas se cubrían de oro o plata con pedrería según los modelos preciosos de Constantinopla. A este periodo corresponde el evangeliario del Tesoro de Monza, debido a la reina Teodolinda (siglo xv);
Prerrománica de OccidenteDesde el siglo VII al XI en que las tapas se exornaban con marfil labrado, costumbre que ya en parte se había iniciado en el siglo V. A esta época corresponde el misal de la Biblioteca Barberini, en Florencia (siglo VIII);
RománicaDurante los siglos XI y XII en que estas láminas de marfil encuadraban por lo común o se engastaban en marco de plata u oro con pedrería. De este tiempo datan los marfiles y tapas de la Catedral de Jaca y Museo Episcopal de Vich (siglos XI y XII);
GóticaEn los siglos XIII y XIV que se distingue por la desaparición del marfil y por el uso de plata repujada y algunas piedras finas. De este periodo es el Evangeliario de la Colegiata de Roncesvalles (siglo XIII) sobre el cual juraban los reyes de Navarra y las tapas de otro (ya de principios del siglo XIV, aunque gótico) que guarda el Museo Episcopal de Vich, sin contar otros muchos de diferentes museos o de tesoros de iglesias;
Final de la época gótica y el RenacimientoSe emplean indistintamente la plata, los guadameciles, las maderas labradas y los terciopelos.

## Edad Moderna

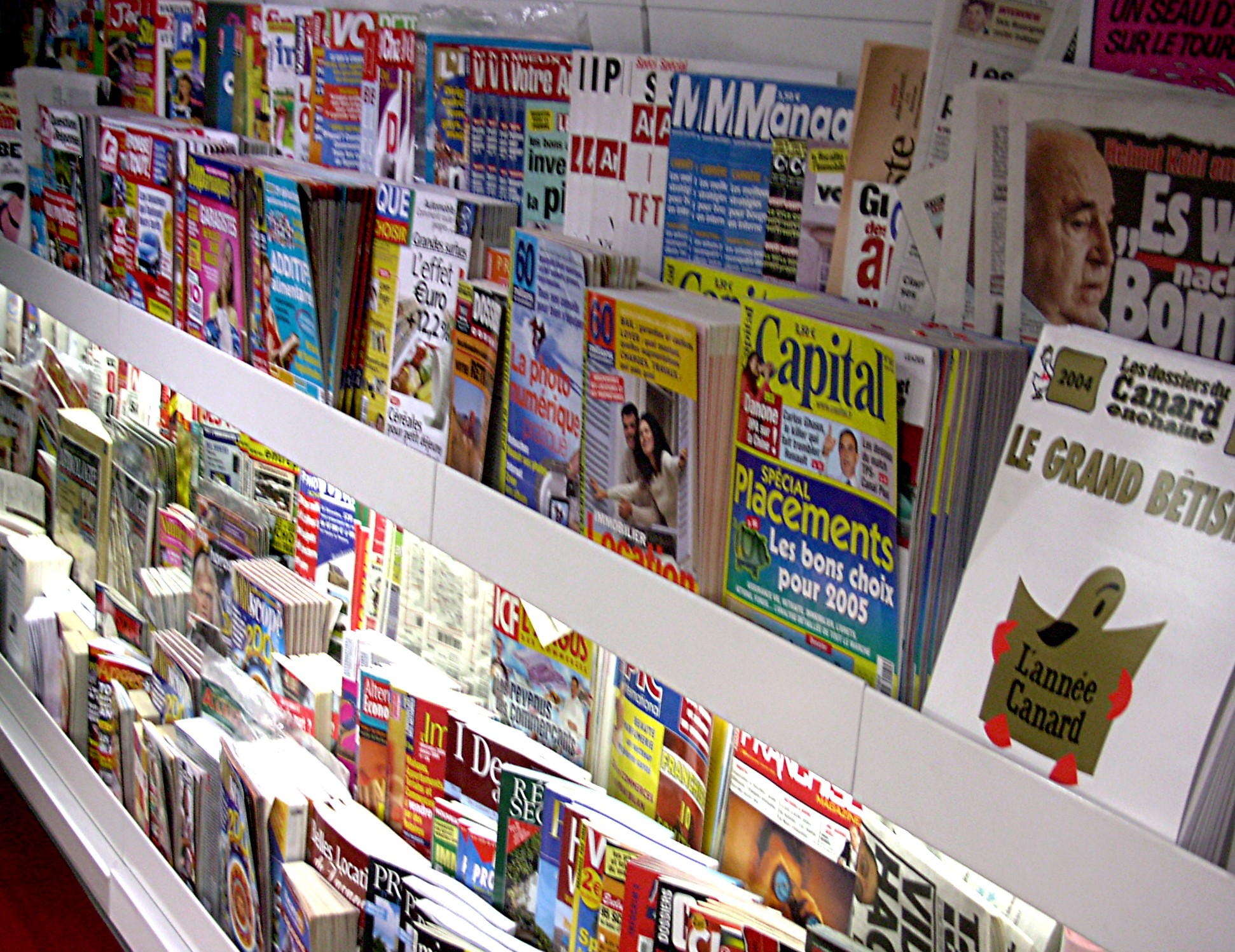
Publicaciones diversas

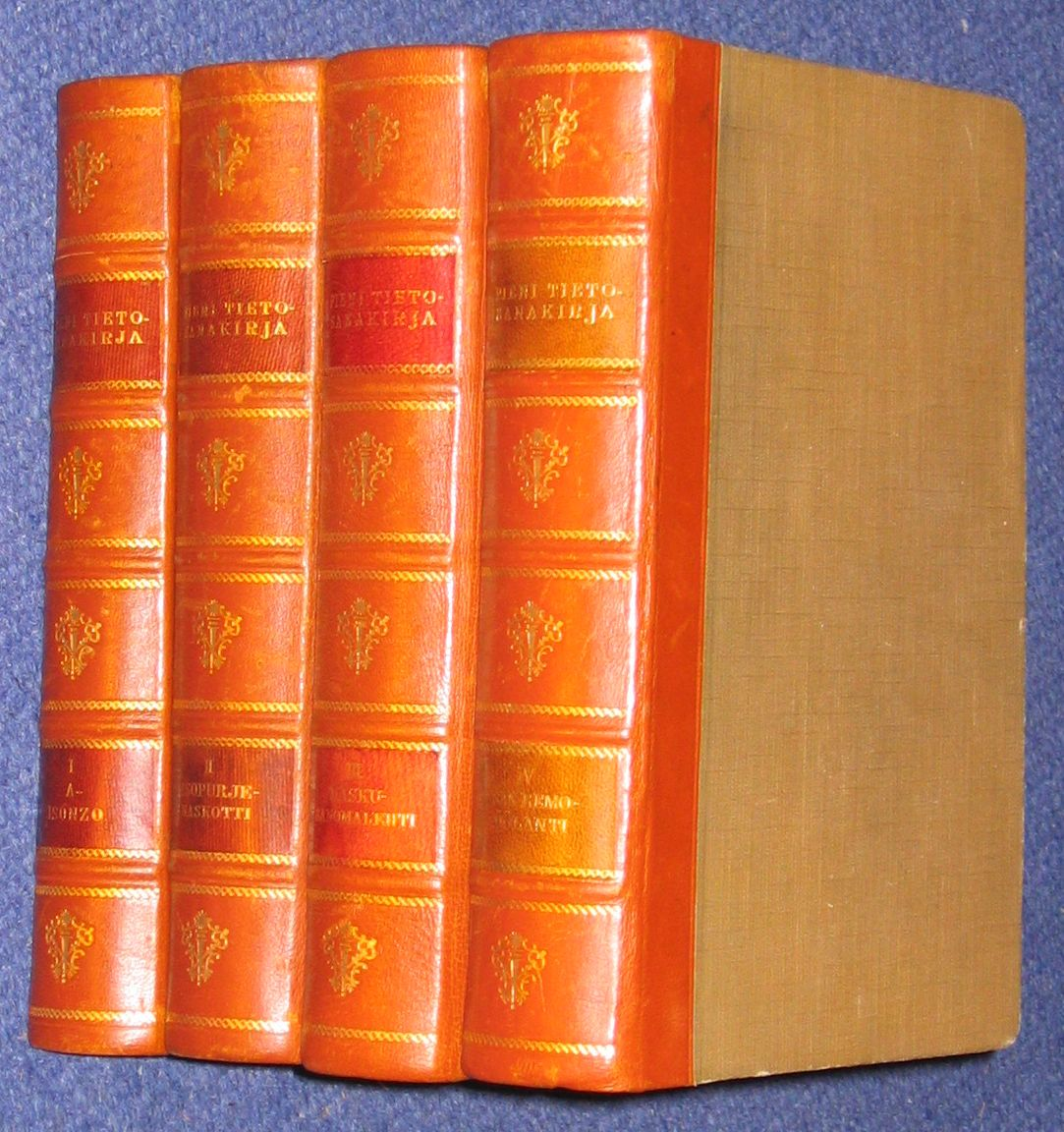
Libros encuadernados en holandesa

Actualmente se incluyen como artes gráficas todos los procesos técnicos relacionados con la industria del libro, que antes eran tradicionalmente procesos artesanales y además la impresión digital, la digitalización y el diseño gráfico.
El gran cambio en el tipo de encuadernación es concomitante al gran cambio producido por la industrialización en la forma de crear ediciones y además ediciones de calidad a un precio más asequible. Para ello se desarrollaron nuevas técnicas de impresión y nuevas formas de aprovechar los recursos existentes.
En la Edad Moderna desaparecen casi por completo las encuadernaciones de gran lujo o con metales preciosos y solo por excepción se usan alguna vez para obsequios personales. En cambio, se hacen más artísticas las de lujo mediano e incluso las ordinarias dando Italia la norma del gusto y estilo en las mismas. Se sustituye la madera por el cartón para aliviar el peso del libro y evitar su destrucción por la carcoma, aunque todavía en el siglo xvi se encuaderna a menudo con tablas y se da más importancia que antes al lomo del libro, decorándolo e imprimiéndole rótulos ya que ha de quedar visible en la estantería. El cartón o la tabla se recubren con pergamino o pieles finas (badana, chagrín, marroquín, piel de Rusia, decoradas con gofrados y dorados de estilo plateresco y semiarabesco en los libros de lujo mientras que otros se encuadernan sencillamente con cubierta de pergamino liso. Desde el siglo xvii se admite la media encuadernación de piel sobre el lomo y en las puntas y de papel en lo restante. Llegado el siglo xix sin abandonar dichas formas, va extendiéndose la encuadernación inglesa de simple tela de percalina sobre el cartón, aunque adornada con impresiones de oro y colores y a veces con refuerzos de tarlatana en los lomos. 

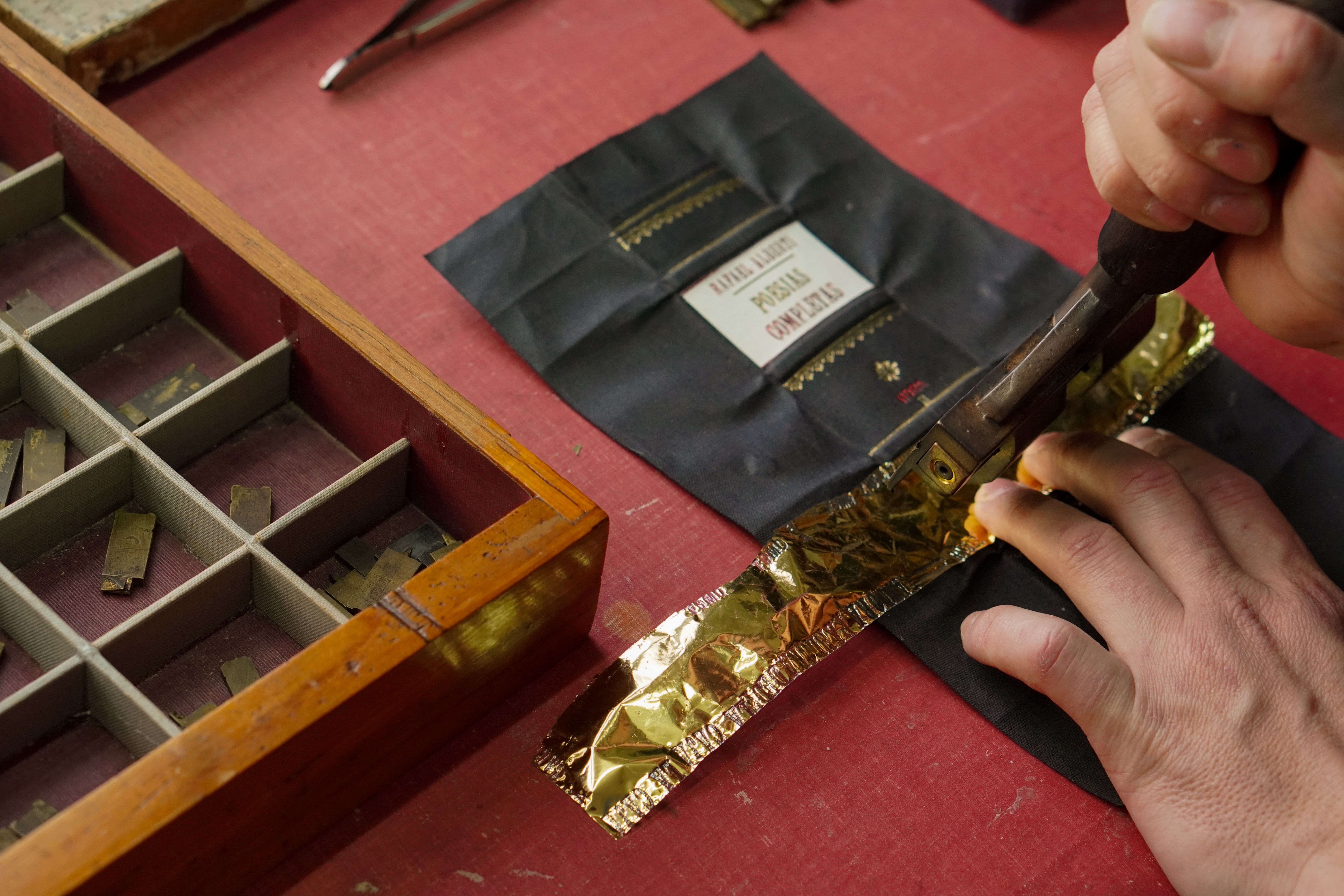
Proceso de grabado en oro.

Desde principios del siglo XVII se extiende la encuadernación en pasta española, de color leonado o castaño, cuya badana es piel de oveja o cordero curtida y preparada con moteado o jaspeado en ráfagas de color negro o café más o menos claras, producidas por manchas de sales de sulfato de hierro o zumaque de origen vegetal, imitando el jaspeado de las vetas de las maderas, de las raíces, de las ramas y de los mármoles. Las hojas de guarda se decoran con aguas de tonos rojos, rosas, blancos y celestes con algún trazo verdoso, o con el vistoso marmoleado del plegado español desde la segunda mitad del siglo XVIII, en los trabajos de Antonio de Sancha. Pueden imponerse a las pastas motivos heráldicos en dorados como escudos, monogramas, rosetas, rosetones, abanicos, grecas, florones, granadas, racimos, motivos vegetales y o florales, cenefas, arabescos, orlas, puntillé o gofrado, enmarcados por rectángulos de hilo dorado, aunque el oro se suele reservar para el lomo. Se distingue de la pasta valenciana en que esta es de colores más vivos y variados, con técnicas de teñido igualmente varias y acabados caprichosos e imaginativos (marmoleados en colores verdes, azules, rojizos y anaranjados), para lograr una apariencia suntuosa. Destacan las pastas valencianas de plumas de aguas crema, sobre fondo azulado, con orla vegetal de oro festoneada. Los investigadores y bibliotecarios deben prestar una particular atención a las guardas de los libros antiguos, ya que para darles gordo y grosor se utilizaban con frecuencia papelotes de desecho, incluyendo hojas de manuscrito, borradores de poemas, documentos, hojas de una gaceta o periódico desconocido, etcétera, que de esa manera salvaban en el tiempo textos que de otra manera no habrían podido llegar a nosotros. Un ejemplo, el hispanista James O. Crosby sacó de unas guardas los borradores de un famosísimo poema de Francisco de Quevedo. 

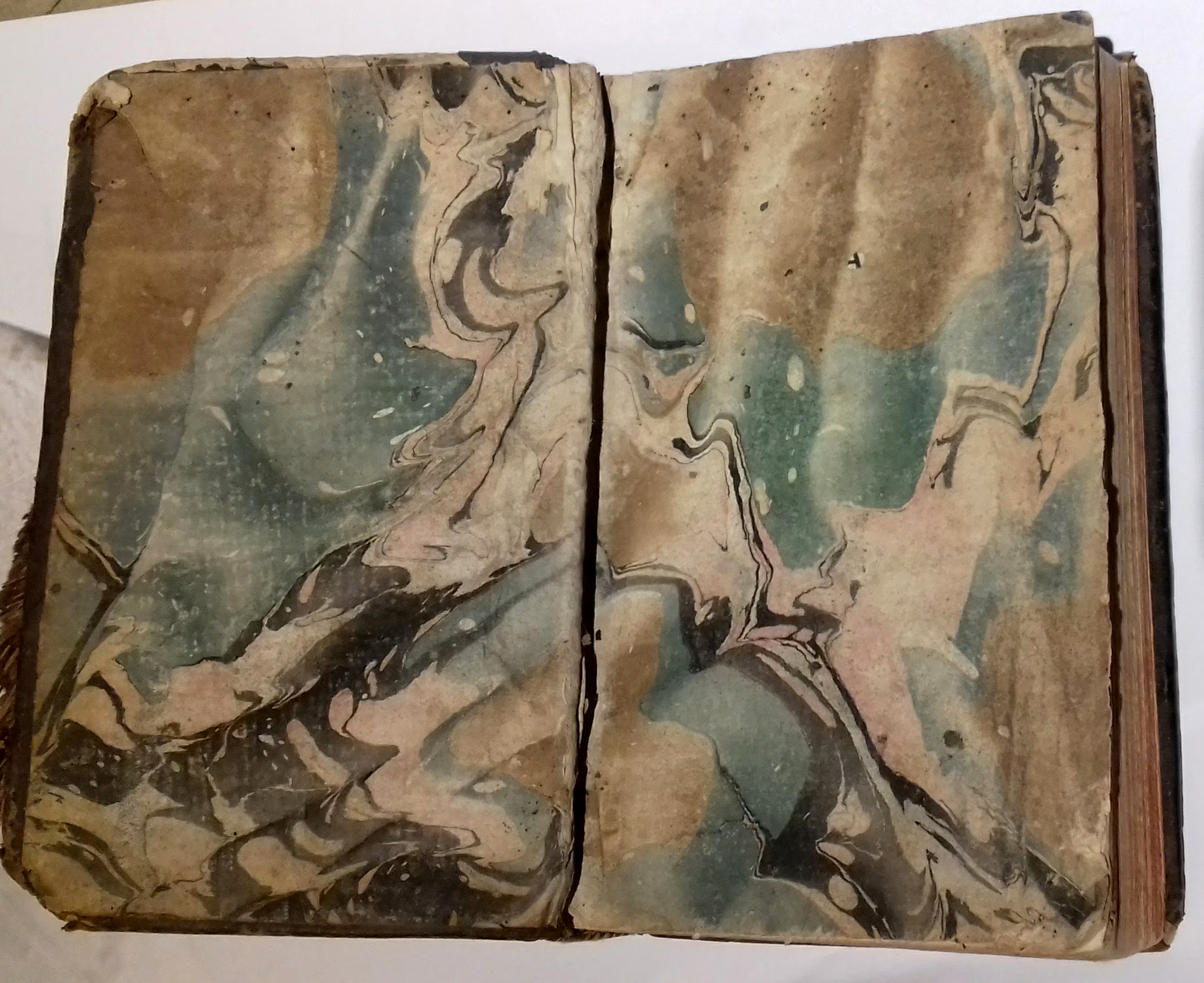
Plegado español en el libro de Pierre Chompré Diccionario de la fábula, impreso por Manuel de Sancha en 1783.

A partir de la segunda mitad del siglo XIX, la producción industrial del papel y las nuevas técnicas de encuadernación permitieron abaratar la fabricación de los libros.
La invención de la prensa rotativa y diversos métodos de impresión, como flexografía, litografía ófset, ófset o rotograbado, fueron consecuencia de una mayor necesidad de comunicaciones y transmisión del conocimiento.
Entre 1875 y 1903, el desarrollo de la imprenta ófset, impresión indirecta debida a las propiedades elásticas de rodillos de caucho, dio un método de reproducción con una calidad similar a la litografía, pero con un coste mucho menor.
Las cubiertas se convirtieron en algo más que una mera protección de las páginas, adquiriendo la función de promocionar la información. La litografía multicolor, y más tarde los procesos de ilustración de semitono posibilitaron la impresión de motivos en las cubiertas.
Las técnicas de los artistas de pósteres de la época dieron el salto a la industria del libro, convirtiéndose el diseño gráfico en una práctica profesional. El atractivo visual de las cubiertas aumentó considerablemente mostrando características relativas a su contenido: "serias" para obras científicas, grabados y escenas de ambiente para literatura y revistas… Tras la Segunda Guerra Mundial las cubiertas adquirieron aún más importancia para la promoción de los contenidos; por ejemplo, informando a modo de titulares.
En los últimos años del siglo XIX comienzan a aparecer editoriales que emplearon la técnica de la encuadernación en rústica y la publicación editorial masiva para comercializar ejemplares literarios de forma barata, y por tanto accesibles a personas con menor capacidad económica. El consumo de estos productos aumentó debido a la disminución de la tasa de analfabetismo, en respuesta al creciente desarrollo económico que exigía trabajadores con mayor formación. Este tipo de publicaciones eran además más propicias para el intercambio y el préstamo (por una pequeña cantidad de calderilla) en kioscos, ya que su escaso valor económico, su abundancia y su escasa durabilidad física no motivaban el coleccionismo.
Las primeras publicaciones de revistas pulp (de pulpa de papel), baratas y de consumo popular, se especializaban en narraciones e historietas de diferentes géneros de la literatura de ficción.
La fabricación del papel así mismo varió sus métodos con razón de abaratar en los costes de venta, adoptando nuevas técnicas de fabricación y evitando generar material desechado.
Se sustituyó el tipo de papel de trapos, de mayor duración y longevidad pero escaso y difícil de conseguir y por tanto más caro, por otros tipos de papel industrial extraídos de fibras vegetales, celulosa, pulpa de madera, papel reciclado y sobrantes de otros procesos industriales.
Un ahorro en los costes de producción del papel industrial se produjo además, ajustando los tamaños de fabricación a formatos específicos para evitar sobrecostes ciñéndose a medidas propuestas estándar, establecidas mundialmente. Los formatos de papel estándar en la mayor parte del mundo se basan en los formatos definidos en el año 1922 en la norma DIN 476.
Existen otros formatos de papel normalizados, aunque algunos están en desuso, y otros son menos empleados ya que su uso encarece el coste por su menor disponibilidad: 
- folio
- cuartilla (o cuarto)
- octavilla u octavo: Cuadernillo de 16 páginas que se obtiene de doblar un pliego por la mitad tres veces.
- también se conoce como folio (u oficio) el formato de 8,5 pulgadas (21,59 cm) por 13 pulgadas (27,94 cm).
- también existía la holandesa (ya en desuso), de mayor ancho que el folio (220 mm) y más corta (unos 280 mm), conocida en Argentina, donde se usa todavía, como carta inglés para diferenciarla del A4, conocida como Carta americano. Igual ocurre con el Oficio inglés, de 220 x 340 mm para diferenciarlo del Oficio americano o legal.

Estos tamaños también están en relación con el tamaño de los sobres que los contienen, generando un gran número de formatos para sobres, muchos de los cuales también están cayendo en desuso. La mitad de un sobre para Carta inglés se conoce como Esquela, o sea, de 140 x 220 mm. Y el Doble carta mide 220 x 560 mm.
Aunque usualmente el tamaño del papel viene dado por el tamaño del producto final que se quiere obtener y el tamaño de las máquinas impresoras, los fabricantes de papel crean otras normas. Los tamaños más habituales para Europa son expresados en centímetros. Algunos países de América como Canadá, Chile, Estados Unidos, México, Colombia, Venezuela, etc., no han llegado a adoptar las normas internacionales sobre las medidas del papel, manteniéndose los formatos basados en el sistema de medidas Imperial (Británico), y en otros se usan ambos formatos en simultáneo, como en España, Perú, Argentina o Brasil.
Un libro con textos no es lo mismo que un almanaque de imágenes y no se encuadernan con la misma sistemática. Si tradicionalmente las publicaciones ilustradas han sido desplazadas en los catálogos generales de publicaciones ha sido por su carácter de producto para el consumo inmediato, perecedero y efímero; y por la escasa valoración cultural que han tenido en general, la calificación técnica que les correspondía por ejemplo a los cuadernillos de aventuras por ejemplo, era folleto.
Hoy en día hay diversos tipos de publicaciones según el formato y otras características requeridas, como función, durabilidad, solidez o coste: cuaderno, libretas, cuadernos de notas, blocks, talonarios, álbumes ilustrados, etc.
A diferencia de los diarios o periódicos, orientados principalmente a ofrecer noticias de actualidad más o menos inmediatas, las revistas y almanaques ofrecen una revisión más exhaustiva de la información, sea de interés general o sobre un tema más especializado. Típicamente están impresas en papel de mayor calidad, con una encuadernación más cuidada, y una mayor superficie destinada a la gráfica que los diarios, pero a su vez las características de las revistas generalmente son distintas a las de los libros y manuales, diseñados para tener una mayor duración física.
Algo tan corriente como un recibo puede ser de muchas maneras diferentes como por ejemplo: Puede necesitar ser cosido, grapado y pegado todo a la vez y además perforado en varias partes para que las hojas se separen por lugares predeterminados. Constan de dato (de o para) una persona o empresa, y el detalle de facturas o servicios que se especifican con el recibo emitido, quien lo opera, quien lo revisa, quien lo recibe conforme a lo descrito, fecha de recibido, descripción de las facturas (números que se pagan), los precios totales, los descuentos y los impuestos. A veces consta de varias páginas (duplicado, triplicado, etc.) en distintos colores que tienen copias al carbón y puede ofrecer varias copias, se refiere a «copia voucher», según el uso de los interesados. Generalmente es utilizado para dejar constancia por parte de una empresa de que fue lo que se pagó o realizó con la emisión del mencionado recibo que consta en la «copia voucher».
La base de datos de encuadernación histórica de la Real Biblioteca ofrece muestras importantes para este periodo. Sus descripciones están realizadas en un alto nivel de detalle y siempre van acompañadas de la reproducción digital.

## Tipos de encuadernaciones actuales

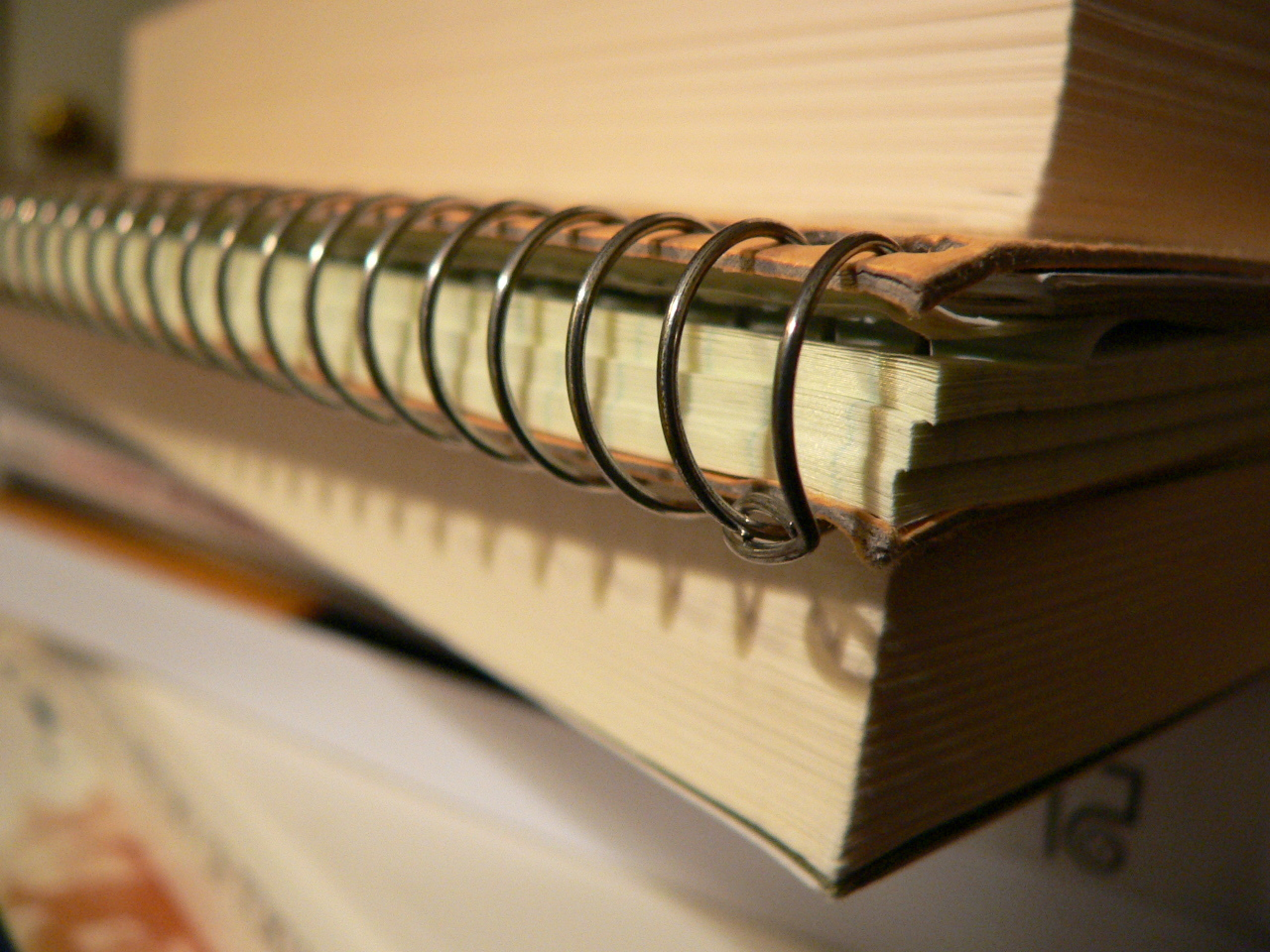
Encuadernación en espiral

Encuadernación en rústicaEste tipo de encuadernación también es conocida como de tapa blanda, es un tipo de encuadernación en la que el libro va encolado o cosido a hilo con su correspondiente portada forrada con la cubierta en papel, aunque normalmente suele ser la portada en cartulina.
Encuadernación cartonéEste tipo de encuadernación es conocido popularmente en el gremio como tapa dura, es un tipo de encuadernado en el que la tripa del libro va cosido a hilo o encolado y está a su vez forrada con un papel de cubierta llamada portada que es lo que recubre al libro. Lo importante de este tipo de encuadernación es que la portada y contraportada antes se tiene que forrar al cromo.
Encuadernación a la americanaTipo de encuadernación en rústica en la que el libro se conforma por hojas pegadas por el lomo con fuerte cola sintética, en forma de block y se corta o fresa por el lomo junto con la cubierta. Dicha cubierta está confeccionada en alguna cartulina de más gramaje, generalmente laminada, y no posee cejas, por lo que la altura y el ancho del libro son iguales tanto en las hojas como en la cubierta.
Encuadernación en piel
Encuadernación en espiralMétodo económico de encuadernación que consiste en colocar las hojas formando bloques, hacer una fila de agujeros en el lado del lomo y pasar un espiral de alambre o de plástico por estos orificios. Se usa mucho en cuadernos y manuales de uso intenso pero breve. La forma más común de realizar los orificios es con una máquina perforadora, que realiza todos los orificios que irán en una misma página, de una sola vez. Estas perforadoras tienen medidas estándar para la separación entre los huecos, habiéndolas que los hacen circulares, otras los hacen cuadrados o rectangulares, y cada uno de los tipos de huecos lleva un espiral diferente. En todos los modelos se puede regular la separación de los orificios del borde de la hoja de papel, ya que cuantas más hojas tiene el libro que se va a encuadernar, los orificios deberán estar más separados del borde.:
Encuadernación con doble espiral o Wire-OEl sistema wire-o es un tipo de encuadernación basado en la unión de hojas mediante un hilo de alambre que forma anillas dobles y que en el momento de realizar la encuadernación se introduce en las perforaciones previamente realizadas, cerrándose a continuación. La encuadernación wire-o presenta diversas ventajas respecto a otros tipos de encuadernación. Es un poco más robusta que la encuadernación espiral y transmite una sensación de mejor acabado.
Encuadernación con canutillo de plástico
Encuadernación alzadoLa característica principal es que en este cuadernillo todas sus páginas están montadas unas sobre otras, formando así el orden en el que se quiere formar la revista o el pliego o cuadernillo que sería parte de un libro. En general, los cuadernillos van cosidos con alambre, algunas personas dicen abrochados. Los Pliegos (cuadernillos) se pueden alzar unos sobre otros de forma manual o con una máquina automática o semiautomática denominada alzadora.
Encuadernación grapadaSe utilizan grapas o sujeciones metálicas en la unión de los folios. Es importante aclarar que no se utiliza una grapadora de escritorio, si no una grapadora denominada de palanca o una cosedora de alambre eléctrica. Tradicionalmente se coloca la grapa en la esquina superior izquierda del fardo de hojas, pero esta colocación varía en función del uso, comodidad o tipo de cuaderno o bloque. Se emplea este método para armar libros de hojas sueltas pero de no más de 120 hojas y sobre todo para libretas y talonarios que tiene una parte que se desglosa y una parte fija con las grapas. Se aplica para hojas sueltas y previo al grapado se le da un encolado simple para facilitar el grapado. Es una variante de la encuadernación por cosido, la diferencia es que se agrega un elemento que son las grapas.
Encuadernación cosidaSe hacen agujeros en el lomo de un taco de folios y se pasa un cordel con una aguja gruesa. Se ata con un nudo. Quizás sea la forma más económica de encuadernar, pero los folios están más expuestos.
Encuadernación plegadaEn este tipo de encuadernado existe una variedad muy grande ya que engloba cualquier tipo de plegado que se le puede realizar a un folleto, como puede ser dípticos, trípticos, cuadrípticos, etc. Así como las formas de hacerlo: acordeón, zig-zag, centro-centro, en cruz, envolvente…
Encuadernación térmica
Encuadernación estampada
Encuadernación con taladroEn este tipo de encuadernación se imprimen en hojas sueltas y no en folios doblados. Este tipo de impresión obliga al impresor a emblocarlos verticalmente con gomas especiales frías o al calor. Las ventajas de la encuadernación con taladro es que el lomo es perforado con brocas delgadas verticalmente siguiendo una secuencia uniforme para su posterior cosido vertical. Su durabilidad depende del hilo usado, nailon preferiblemente. Esta forma evita el deshojado o quebrado al abrir excesivamente el libro.
Encuadernación en guillotina